# Сражение на Гнилой Липе
Сражение на Гнилой Липе (от реки Гнилая Липа; нем. Schlacht an der Gnila Lipa) — сражение 29 — 30 августа 1914 года между русскими и австро-венгерскими войсками во время Первой мировой войны. 
Являлось составной частью Галицийской битвы 1914 года. Целью русской армии был австрийский Лемберг (Львов) — административный центр Галиции.
3-я армия Рузского преследовала австрийскую армию Брудермана и 15 (28) августа 1914 остановилась к востоку от Львова в районе Глиняны (XI корпус) и Липовцы (IX корпус). В тот же день 8-я армия Брусилова выдвинулась к Бобрке. Австрийская армия закрепилась в районе Рогатина. 
16 (29) августа 1914 завязались бои в районе Перемышляны, где русским войскам удалось прорвать фронт. 17 (30) августа 1914 русские войска (8-я армия) вошли в Рогатин.
Важное значение имел бой под Янчиным.
Сражение завершилось победой русских войск, 2 сентября русские войска вошли в Галич, а 21 августа (3 сентября) 1914 заняли Лемберг.